# Segelerite
La segelerite è un minerale complesso a base di fosfato con formula CaMgFe3+OH(PO4)2•H2O.

## Abito cristallino
È molto simile all'overite, che è praticamente lo stesso minerale tranne per il fatto che il ferro è sostituito dall'alluminio. Un altro minerale dello stesso tipo è la juonniite in cui il ferro viene sostituito questa volta dallo scandio.

## Origine e giacitura
È stato scoperto nel 1974 nelle Black Hills del South Dakota da un mineralogista dilettante di New York, Curt G. Segeler (1901-1989), da cui prende il nome.

## Forma in cui si presenta in natura
Lo si può trovare nelle pegmatiti con particolari forme verdi o in cristalli Chartreuse.